# Souto (Abrantes)
Souto is een plaats (freguesia) in de Portugese gemeente Abrantes en telt 567 inwoners (2001).